# Pyrophorini
Pyrophorini (лат.) — триба жуков-щелкунов подсемейства Agrypninae.

## Распространение
Центральная и Южная Америка.

## Описание
Характерной особенностью огненосных щелкунов (Pyrophorus) является наличие органов болюминесцентного свечения на переднеспинке или брюшке.
Представители трибы Pyrophorini в целом отличаются следующими признаками: усики пильчатые, начиная с 4-го, реже 3-го членика вперед; усики и лапки не входят в глубокие бороздки; лоб более или менее изогнутый или плоский, ротовой аппарат нижний, лобный киль отсутствует или хорошо развит; переднеспинка со светящимися пятнами, простернальные швы спереди сомкнуты или слегка приоткрыты, простернальная доля обычно дугообразная; средне- и заднегрудь с отчетливым швом, мезостернальная полость синусоидальная; скутеллюм щитковидный, никогда не сердцевидный; лапки простые; коготки простые, со щетинками у основания; брюшко со светящимися участками или без них.

## Классификация
Триба Pyrophorini входит в составе подсемейства Agrypninae, а ранее рассматривалась в качестве отдельного подсемейства Pyrophorinae и в широком объёме включала трибы Hemirhipini и Oophorini.
Состав трибы по данным на 2019 год:
Триба Pyrophorini Candèze, 1863
подтриба Hapsodrilina Costa, 1975
- Hapsodrilus Costa, 1975
- Ptesimopsia Costa, 1975
- Pyroptesis Costa, 1975
- Sooporanga Costa, 1975

подтриба Nyctophyxina Costa, 1975
- Cryptolampros Costa, 1975
- Noxlumenes Costa, 1975
- Nyctophyxis Costa, 1975

подтриба Pyrophorina Candèze, 1863
- Deilelater Costa, 1975
- Fulgeochlizus Costa, 1975
- Hifo Candèze, 1882
- Hifoides Schwarz, 1906
- Hypsiophthalmus Latreille, 1834
- Ignelater Costa, 1975
- Lygelater Costa, 1975
- Metapyrophorus Rosa & Costa, 2009[5]
- Opselater Costa, 1975
- Phanophorus Solier, 1851
- Photophorus Candèze, 1863
- Pyrearinus Costa, 1975
- Pyrophorus Billberg, 1820
- Vesperelater Costa, 1975

### Старая классификация (Pyrophorinae)
- Триба Hemirhipini
  - Рода: Abiphis — Alaolacon — Alaomorphus — Alaus — Aliteus — Anthracalaus — Aphileus — Austrocalais — Calais — Catelanus — Chalcolepidius — Chalcolepis — Conobajulus — Coryleus — Cryptalaus — Eleuphemus — Eumoeus — Fusimorphus — Hemirhipus — Lacais — Lycoreus — Mocquerysia — Neocalais — Nycterilampus — Pherhimius — Phibisa — Propalaus — Pseudocalais — Punctodensus — Saltamartinus — Tetrigus — Thoramus
- Триба Oophorini
  - Рода: Aeoloderma — Aeolosomus — Drasterius — Heteroderes
- Триба Pyrophorini
  - Рода: Alampes — Deilelater — Ignelater — Lygelater — Metapyrophorus — Pyrophorus — Vesperelater